# Strausz család (strauszenberghi)
A strauszenberghi Strausz család egy Zala- és Veszprém vármegyei római katolikus nemesi család.

## A család története
A család ősapja a Mosonmagyaróváron lakó strauszenberghi Strausz Ferenc Márton volt, aki 1702 május 26.-án szerzett indigenátust (a nemesség magyar honosságát) valamint családi címert I. Lipót magyar királytól. Leszármazottja, strauszenbergi Strausz Ferenc (1801–1853), akinek a feleségétől Vitmajer Erzsébettől két fiú gyermek született: strauszenberghi Strausz Ferenc (1829-1880) és strauszenberghi Strausz Sándor (1831-1922) földbirtokosok. A fivérek Nagylengyelben, Zala megyében földbirtokot vásároltak a 19. századközepén, ahol letelepedtek.

### Ferenc ága

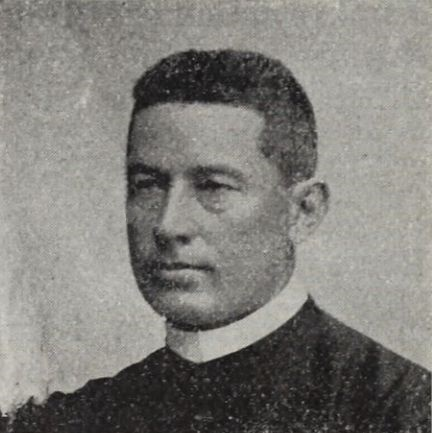
Strauszenberghi Strausz Flórián (1863–1952) római katolikus pap, pápai prélátus, alsólendvai esperes.

Strausz Ferenc (1829-1880) és neje Rieger Julianna (1838–1902) házasságából két fiúgyermek született, és mindketten papi pályát választottak: Strauszenberghi Strausz Antal (1872–1935) veszprémi kanonok apácai zárdát alapított a nagylengyeli földbirtokán, fivérével, Strausz Flórián (1863-1952) pápai prélátussal. Strausz Flórián pappá szentelése után nevelő volt gróf Sigray családnál, majd káplán lett Kőszegen. 1895 és 1909 között dobronaki plébánosként, valamint 1909 és 1929 között alsólendvai esperesplébánosként tevékenykedett. 1915-ben a szombathelyi egyházmegye püspöke érdemei elismeréséül címzetes kanonokká nevezte ki. A Trianoni veszteség után, 10 évig élt Alsólendván jugoszláv uralom alatt és rengeteg szenvedést állott ki. Négy ízben felgyújtották az alsólendvai plébániát, jugoszláv csendőri segítséggel beverték az ablakait, folyton zaklatták és az élete sem volt biztonságban, mire bárhogy sajnálta magyar híveit elhagyni, visszatért szülőfalujába és a szombathelyi egyházmegyébe 1929-ben már 66 éves korában. Nagylengyelben fivérével, Strausz Antal veszprémi prépost-kanonokkal 1924-ben megalapították a paulai Szent Vincéről elnevezett irgalmas nővérek zárdáját. Az alapítványi vagyon az ősi szülői házból állt, amelyet kibővíttettek a szerzetesnők lakása céljára, a kápolnából és egy különálló épületből, melyben a római katolikus jellegű leányiskola nyert elhelyezést. Amikor nyugalomba ment és Nagylengyelbe vonult vissza. Strausz Antal a veszprémi szeminárium elvégzését követően 1895. június havában szentelték pappá Veszprémben. 1895 és 1899 között Zalaszentbalázson, 1899 és 1905 között előbb Tapolcán, majd Veszprémben káplán. 1905. május 1-jétől 1923-ig Zalamerenyén plébános. 1930-tól haláláig zalai főesperes. Zalamerenyén helyreállíttatta és bővíttette a plébániai épületeket, palával födette a templom tetejét és horganyzott bádoglemezzel annak toronysisakját. Strausz Ferenc ága két fiában kihalt.

### Sándor ága

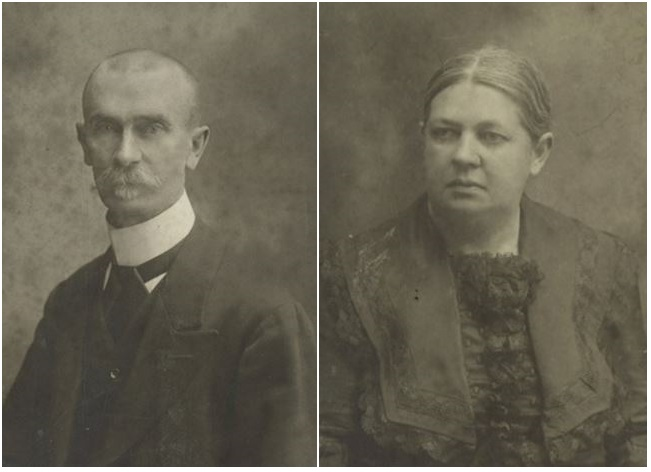
Udvardi és básthi Udvardy Vince (1854–1922), a zalaegerszegi állami főgimnáziumi tanára, városi képviselő-testületnek a tagja, és felesége, strauszenberghi Strausz Borbála (1861–1952)

Strausz Sándor (1831–1922), Zala vármegye bizottsági tag, zalai esküdt, körjegyző, a "Zalamegyei Gazdasági Egyesület" tagja, a nagylengyeli gazdakör tagja, nagylengyeli földbirtokos, vitte tovább a családot; 1859. január 31.-én Zalaboldogfán feleségül vette a tekintélyes zalai nemesi boldogfai Farkas családból való boldogfai Farkas Krisztina (1837–1883) kisasszonyt, akinek a szülei boldogfai Farkas Ferenc (1779–1844), táblabíró, földbirtokos és kéthelyi Joó Borbála (1811–1881) asszony voltak. E házasság révén Strausz Sándor belekapcsolódott a zalai jómódú birtokos nemesség (bene possessionati) családi hálózatába. Strausz Sándorné boldogfai Farkas Krisztinának az apai nagyszülei boldogfai Farkas János (1741–1788), Zala vármegye Ítélőszék elnöke a Jozefinizmus alatt, Zala vármegye főjegyzője volt 1773 és 1786 között, táblabíró, földbirtokos és a nemesi lovászi és szentmargitai Sümeghy családból való lovászi és szentmargitai Sümeghy Judit (1754–1820) voltak. Az apai nagyapai dédszülei boldogfai Farkas Ferenc (1713–1770), Zala vármegye alispánja, táblabíró, jómódú földbirtokos, és a hadenbergi és barkóczi Rosty családból való barkóczi Rosty Anna (1722–1784) voltak. Az apai nagyanyai dédszülei nemes Sümeghy Ferenc (1723–c.†1768), táblabíró, alsó- és felső-bagodi, söjtöri, alsóapáti, valamint molnári földbirtokos, és az ősrégi zalai nemesi pókafalvi Póka családból való pókfafalvi Póka Marianna (1728–1797) voltak. Strausz Sándorné boldogfai Farkas Krisztinának az egyik fivére boldogfai Farkas Ferenc (1838–1908), Zala vármegye számvevője, pénzügyi számellenőre, földbirtokos. Farkas Krisztinának nagybátyjai: boldogfai Farkas János (1774–1847), Zala vármegye helyettes első alispánja, táblabíró, földbirtokos, valamint szladeoviczi Szladovits József (1773–1829), táblabíró, cs. és k. kapitány, földbirtokos, akinek a neje boldogfai Farkas Marianna (1783–1819) volt. Farkas Krisztinának az elsőfokú unokatestvérei között található: boldogfai Farkas Imre (1811–1876) hites ügyvéd, a zalaegerszegi járás császári és királyi főbíró (főszolgabíró), táblabíró, földbirtokos, valamint szladeoviczi Szladovics Borbála (1812–1868), akinek a férje nemes Csertán Sándor (1809–1864) táblabíró, ügyvéd, Zala vármegyei kormánybiztos az 1848–49-es forradalom és szabadságharc alatt, országgyűlési képviselő, földbirtokos.
Strausz Sándor élénken foglalkozott Zala vármegye gazdasági életével; a "Nagylengyel vidéki hitelszövetkezet" vezérigazgatója volt. Strausz Sándor és Farkas Krisztina egyik lánya strauszenbergi Strausz Borbála (1861–1952), akinek a férje udvardi és básthi Udvardy Vince (1854–1922) a zalaegerszegi állami főgimnáziumi tanára, városi képviselő-testületnek a tagja. Strausz Sándornak és Farkas Krisztinának a másik leánya strauszenbergi Strausz Erzsébet (1859–1930), aki Nagylengyelben 1883. március 27-én, Parragh Gyula (1851–1928), balatonkenesei postamester, földbirtokos hitvese lett; Strausz Sándornak és Farkas Krisztinának három fiúgyermeke született: Strausz Farkas (1863–1946), MÁV főellenőr, nagylengyeli földbirtokos, aki nőtlen volt; Strausz Rafael (1865–1895), császári és királyi huszár főhadnagy, megyebizottsági tag, földbirtokos, aki szintén nőtlen volt; és dr. Strausz Sándor Domonkos (1867–1932), királyi ítélő táblai bíró, földbirtokos, aki tovább vitte a családot. Miután jogot végzett 1892. február 3-án Strausz Sándor ügyvédjelöltet a zalaegerszegi királyi törvényszékhez aljegyzőkké nevezte ki az igazságügyi miniszter. 1893. október 4-én dr. Strausz Sándor zalaegerszegi királyi törvényszéki aljegyzőt a kaposvári, királyi törvényszékhez jegyzővé helyezte át a miniszter. 1894. május 3-án dr. Strausz Sándor kaposvári királyi törvényszéki jegyzőt a magyaróvári királyi járásbírósághoz osztotta be. 1898. február 20-án dr. Strausz Sándor magyaróvári királyi járásbírósági albírónak a zalaegerszegi királyi járásbírósághoz saját kérelmekre leendő áthelyezését megengedte a miniszter. 1902. január 16-án Őfelsége Strausz Sándor dr. zalaegerszegi járásbírósági albirót a komáromi királyi törvényszékhez bíróvá nevezte ki. 1904. február 11-én az igazságügyminiszter a komáromi törvényszék területére vizsgálóbíróul dr. Strausz Sándor törvényszéki bírót rendelte ki. 1914. augusztus 23-án az igazságügyminiszter dr. Strausz Sándor komáromi törvényszéki bírót saját kérelmére a veszprémi törvényszékhez helyezte át. 1914. augusztus 26-án az igazságügyminiszter a veszprémi munkásbiztosítási választott bíróság elnökévé dr. Strausz Sándor veszprémi királyi törvényszéki bírót nevezte ki. 1917. január 30-án a miniszter a győri királyi ítélőtábla területén a veszprémi királyi törvényszéknél dr. Strausz Sándor királyi törvényszéki bírót jelölte ki. 1920. április 30-án az igazságügyminiszter nyugdíjáztatta dr. Strausz Sándor királyi ítélőtáblai bírói címmel és jelleggel felruházott veszprémi királyi törvényszéki bírót.
Dr. Strausz Sándor Domonkos (1867–1932), királyi ítélő táblai bíró, földbirtokos Veszprémben, 1908. augusztus 8-án feleségül vette a saját unokahúgát Parragh Rafaellát (1884–1947), akinek a szülei Parragh Gyula (1851–1928), balatonkenesei postamester, földbirtokos és strauszenbergi Strausz Erzsébet (1859–1930) voltak. Strausz Sándor Domonkos és Parragh Raffaela frigyéből született két fiúgyermek: dr. strauszenbergi Strausz Ferenc (1911–1949), jogász, alsólendvai szolgabíró, nagylengyeli földbirtokos, valamint dr. Strausz (Sólyi) Antal (1913–1945), aki neves magyar matematikus volt. Dr. Strausz Ferenc 1941. október 1-je és 1942. szeptember 15 Zala vármegye aljegyzője volt. 1941. április 16-án az alsólendvai járás a trianoni elcsatolás óta visszatért Zala vármegyéhez; 1942. szeptember 15-i hatállyal vitéz Teleki Béla gróf zalai főispán Strausz Ferenc dr. vármegyei aljegyzőt Zalaegerszegről Alsólendvára szolgabíróvá helyezte át főszolgabírói hivatalhoz. Közel két évig alsólendvai szolgabíróként tevékenykedett 1944-ig lemondásáig; Ezután letartoztatták és megkinozták, végül szabadon engedték és Nagylengyelben 1949-ben hunyt el betegen szegénységben. A második világháború után a Strausz család elveszítette a nagylengyeli földbirtokát és kúriáját.

## A család címere leírása
Strausz (1702): Felállított katonai pajzs négy részre oszlik, melynek jobb felső és bal alsó része fekete két legravaszabb farkas, sárgára festve, tátott szájjal és kilógó vörös nyelvekkel, egyforma a sebesen futó zöld mezőkön, jobb alsó és bal felső. A vörös színű részek természetesen színű struccot ábrázolnak, amelyek egyik lábával kissé megemelkedett, a másikkal pedig egyformán a zöld mezőn állnak, homlokukkal zúzva a vastalpat. Végül a középső vagy a főpajzs közepe egy másik kisebb, kék színű, arany koronával megváltott pajzsot foglal el, amelybe egy fehér kerék kerül. A pajzson dőlt rácsos vagy nyitott katonai sisak, királyi diadémmel, ezüst egyszarvú, két sasszárny között, a jobb oldalon valóban piros és fehér, a bal oldalon valóban sárga és fekete, kiemelkedő lágyékkal, összehajtott sörény, kiugróhoz hasonló és a pajzs jobb széle felé fordítva, díszítve. Takarók: sárga és fekete, fehér és piros.

## A család kiemelkedő tagjai
- Strausz Antal (1872–1935) római katolikus pap, veszprémi kanonok, zsinati bíró, zalai főesperes, bői címzetes prépost.
- Sólyi (Strausz) Antal, dr. (1913–1945), neves magyar matematikus volt.
- Strausz Farkas (1863–1946) MÁV főellenőr, nagylengyeli földbirtokos, a századfordulón a magyarság számára Szlavoniában Julián-iskolákat szervezett.
- Strausz Ferenc, dr. (1911–1949), alsólendvai főszolgabíró, jogász, nagylengyeli földbirtokos.
- Strausz Flórián (1863–1952) római katolikus pap, pápai prelátus, alsólendvai esperes.
- Strausz Rafael (1865–1895), cs. és kir. huszár főhadnagy, megyebizottsági tag, nagylengyeli földbirtokos. Nőtlen.
- Strausz Sándor (1831–1922), a Nagylengyel és vidéke hitelszövetkezet igazgatója, a Zala vármegye Gazdasági Egyesület tagja, Zalavármegye törvényhatósági bizottságának tagja, zalai esküdt, a nagylengyeli vidéki gazdakör jegyzője, nagylengyeli földbirtokos.
- Strausz Sándor Domonkos, dr. (1867–1932), ügyvéd, magyar királyi ítélőtáblai bíró, törvényszéki bíró, zalavármegyei törvényhatósági bizottságnak tagja, nagylengyeli földbirtokos.